# 圣扬斯-莫伦贝克
圣扬斯-莫伦贝克（荷蘭語：Sint-Jans-Molenbeek，發音：[sɪɲˈtɕɑns ˈmoːlə(m)ˌbeːk] ⓘ），法语名莫伦贝克-圣让（法語：Molenbeek-Saint-Jean，發音：[molœnbek sɛ̃ ʒɑ̃, -bɛk -] ⓘ），简称莫伦贝克（Molenbeek），是比利时布鲁塞尔首都大区的市镇，属于比利时法语社群和弗拉芒社群，法语和荷蘭語均为官方语言（但法语使用者居多），面积5.89平方千米，人口97,979人（2020年1月1日）。

## 社會
由於歐洲近年不少恐怖襲擊事件及未遂事件的兇徒來自莫倫貝克，因此莫倫貝克有「恐怖分子溫床」之稱。莫倫貝克不只是比國五十萬穆斯林中好戰份子的庇護地，似乎也成為法國激進份子尋求一個能低調籌備、武裝，以便發動攻擊的便利秘密基地。莫倫貝克人口約九萬，以早年移民來此的摩洛哥、土耳其後裔為主，儘管許多人已成為經濟環境小康的中產階級，但當地仍面臨30-40%的高失業率，居民平均收入仍遠遠落後全國其他地區。
莫倫貝克區內治安惡劣，被形容為「警察也不願到的禁地」。

## 友好城市
圣扬斯-莫伦贝克与以下城市结为友好城市：
- 摩洛哥 乌季达
- 法國 勒瓦卢瓦-佩雷